# Eulima
Genre
Synonymes
- Cuspeulima Laseron, 1955
- sous-genre Eulima (Leiostraca)
- sous-genre Eulima (Subularia)
- Leiostraca H. Adams & A. Adams, 1853
- Strombiformis da Costa, 1778
- Subularia Monterosato, 1884[2]

Eulima est un genre de mollusques gastéropodes au sein de la famille Eulimidae. Les espèces rangées dans ce genre sont marines et parasitent d'autres espèces. Eulima est le genre-type de la famille et E. glabra est l'espèce-type du genre.

## Description
Les coquilles de ces mollusques sont allongées et spiralées ; l'ouverture est en forme d’œuf.

## Liste d'espèces
Selon World Register of Marine Species (17 août 2017) :
- Eulima acerrima Watson, 1883
- Eulima acicularis A. Adams, 1861
- Eulima aclis A. Adams, 1851
- Eulima acutissima (G. B. Sowerby II, 1866)
- Eulima adamsii G. B. Sowerby II, 1866
- Eulima agulhasensis Thiele, 1925
- Eulima alaskensis (Bartsch, 1917)
- Eulima alba (Monterosato, 1875)
- Eulima albanyana Turton, 1932
- Eulima albida (Marshall, 1902)
- Eulima almo (Bartsch, 1917)
- Eulima amanda (Thiele, 1925)
- Eulima angulosa Fischer-Piette & Nicklès, 1946
- Eulima angusta Monterosato fide Paetel, 1887
- Eulima angustior Newton, 1891
- Eulima anonyma Bouchet & Warén, 1986
- Eulima aoteaensis P. Marshall & R. Murdoch, 1921 †
- Eulima arcuata Deshayes, 1850
- Eulima atypha Verrill & Bush, 1900
- Eulima augustoi Nobre, 1937
- Eulima australasiaca Melvill & Standen, 1899
- Eulima balteata (A. Adams, 1864)
- Eulima barthelowi (Bartsch, 1917)
- Eulima bifascialis (A. Adams, 1864)
- Eulima bifasciata d'Orbigny, 1841
- Eulima bilineata Alder, 1848
- Eulima bipartita Mörch, 1860
- Eulima bivittata (H. Adams & A. Adams, 1853)
- Eulima bizona (A. Adams, 1864)
- Eulima breviuscula Dunker, 1875
- Eulima broadbentae (Cotton & Godfrey, 1932)
- Eulima caelata Jeffreys, 1870
- Eulima campyla Watson, 1883
- Eulima capillastericola Bartsch, 1909
- Eulima carolii Dall, 1889
- Eulima chascanon Watson, 1883
- Eulima chaunax Watson, 1883
- Eulima chionea Bouchet & Warén, 1986
- Eulima chyta Watson, 1883
- Eulima cinctella (A. Adams, 1864)
- Eulima cingulata Requien, 1848
- Eulima communis Verkrüzen fide Paetel, 1887
- Eulima compacta Carpenter, 1864
- Eulima compsa Verrill & Bush, 1900
- Eulima conaminis Hedley, 1909
- Eulima confusa Bouchet & Warén, 1986
- Eulima conica C. B. Adams, 1850
- Eulima conica Verkrüzen fide Paetel, 1887
- Eulima crassiuscula Dunker fide Paetel, 1887
- Eulima crassula Jeffreys, 1839
- Eulima crossei (Brusina, 1886)
- Eulima curvata A. Adams, 1861
- Eulima cylindrata Watson, 1883
- Eulima cylindrica Thiele, 1925
- Eulima decussata Jeffreys, 1839
- Eulima definita Thiele, 1925
- Eulima dentaliopsis A. Adams, 1861
- Eulima dentiens Dunker, 1871
- Eulima deshayesi Cossmann, 1888
- Eulima devians (Monterosato, 1884)
- Eulima devistoma Bouchet & Warén, 1986
- Eulima diaphana Hedley, 1899
- Eulima dilecta E. A. Smith, 1899
- Eulima dissimilis Watson, 1886
- Eulima distincta E. A. Smith, 1904
- Eulima distorta (Deshayes, 1823)
- Eulima distorta (Deshayes, 1823) sensu Verrill, 1880
- Eulima doederleini Brusina, 1886
- Eulima dubia Anton, 1838
- Eulima dubusi Cossmann & Pissarro, 1902 †
- Eulima dunkeriana Pilsbry, 1901
- Eulima dysnoeta Dautzenberg & H. Fischer, 1896
- Eulima eburnea A. Adams, 1861
- Eulima edwardsi Cotton & Godfrey, 1932
- Eulima elata (Dall, 1927)
- Eulima elegantissima (Risso, 1826)
- Eulima elegantissima de Folin, 1867
- Eulima elodia de Folin, 1867
- Eulima elongata Ivolas & Peyrot, Not in 1900 (Bull Soc Linn Bord 55212)
- Eulima elsa Thiele, 1930
- Eulima encopicola Warén & Templado, 1994
- Eulima engonia Verrill & Bush, 1900
- Eulima epeterion Melvill, 1889
- Eulima ephamilla Watson, 1883
- Eulima epiphanes Melvill, 1897
- Eulima equestris Koehler & Vaney, 1912
- Eulima eurychada Watson, 1883
- Eulima exasperata Preston, 1905
- Eulima excellens Verkrüzen fide Paetel, 1887
- Eulima exigua (Marshall, 1902)
- Eulima exilis Pease, 1863
- Eulima exlactea Sacco, 1892
- Eulima expansilabra Tate & May, 1910
- Eulima exulata E. A. Smith, 1915
- Eulima falcata Carpenter, 1865
- Eulima fallax Watson, 1883
- Eulima famelica Watson, 1883
- Eulima fasciata (Renieri MS, Brocchi, 1814)
- Eulima fasciata Watson, 1883
- Eulima fischeri Dautzenberg, 1912
- Eulima flavocincta (Megerle von Mühlfeld, 1829)
- Eulima flexa A. Adams, 1861
- Eulima flexuosa A. Adams, 1851
- Eulima franquiae Oberling, 1970
- Eulima fricata Hedley, 1907
- Eulima frielei Jordan, 1895
- Eulima fulva Watson, 1897
- Eulima fulvescens A. Adams, 1866
- Eulima fulvocincta C. B. Adams, 1850
- Eulima fuscescens E. A. Smith, 1890
- Eulima fuscoapicata Jeffreys, 1884
- Eulima fuscopunctata E. A. Smith, 1890
- Eulima fuscostrigata Carpenter, 1864
- Eulima fuscozonata Bouchet & Warén, 1986
- Eulima fusus Dall, 1889
- Eulima gentiluomiana
- Eulima geographica de Folin, 1887
- Eulima georgiregis Cotton & Godfrey, 1932
- Eulima germana E. A. Smith, 1890
- Eulima gervillei (Collard des Cherres, 1830)
- Eulima gibba de Folin, 1867
- Eulima gibbosula A. Adams, 1861
- Eulima glaberrima Risso, 1826
- Eulima glabra (da Costa, 1778)
- Eulima glabra Jeffreys, 1884
- Eulima gomphus Watson, 1883
- Eulima gracilenta (A. Adams, 1864)
- Eulima gracilis (C. B. Adams, 1850)
- Eulima gracillima G. B. Sowerby II, 1865
- Eulima gradata Cotton & Godfrey, 1932
- Eulima grandis (A. Adams, 1854)
- Eulima gratiosa Thiele, 1925
- Eulima grimaldii Bouchet & Warén, 1986
- Eulima guildingi A. Adams, 1851
- Eulima halorhaphe Dautzenberg & Fischer H., 1896
- Eulima hampdenensis Laws, 1935 †
- Eulima hastata (A. Adams, 1864)
- Eulima hastata G. B. Sowerby I, 1834
- Eulima healeyi (Strong & Hertlein, 1939)
- Eulima healyi sic
- Eulima hebes Watson, 1883
- Eulima hemphilli (Dall, 1883)
- Eulima hians Watson, 1883
- Eulima hua (Bartsch, 1926)
- Eulima hyalina Watson, 1883
- Eulima hypsela Verrill & Bush, 1900
- Eulima ignota Thiele, 1925
- Eulima imbricata G. B. Sowerby I, 1834
- Eulima imitatrix Boettger, 1893
- Eulima inca (Bartsch, 1926)
- Eulima incerta Anton, 1838
- Eulima incerta d'Orbigny, 1841
- Eulima incolor Bouchet & Warén, 1986
- Eulima incondita Marwick, 1931 †
- Eulima inconspicua Turton, 1932
- Eulima inconspicua Watson, 1897
- Eulima incurva Bucquoy, Dautzenberg & Dollfus, 1883
- Eulima indeflexa A. Adams, 1861
- Eulima indica Preston, 1905
- Eulima indiscreta Tate, 1898
- Eulima indistincta Thiele, 1925
- Eulima inflata Tate & May, 1901
- Eulima inflexa (Blainville, 1825)
- Eulima inflexa Pease, 1868
- Eulima infrapatula R. Murdoch & Suter, 1906
- Eulima innocens Thiele, 1925
- Eulima innotabilis Turton, 1932
- Eulima insignis Dautzenberg & Fischer H., 1896
- Eulima insignis Turton, 1932
- Eulima insueta Dautzenberg, 1923
- Eulima intermedia Cantraine, 1835
- Eulima intermedia sensu Verrill, 1882
- Eulima interrupta G. B. Sowerby I, 1834
- Eulima iota C. B. Adams, 1852
- Eulima jaculum (Pilsbry & Lowe, 1932)
- Eulima jamaicensis C. B. Adams, 1845
- Eulima jeffreysii Tryon, 1886
- Eulima jucunda Thiele, 1925
- Eulima junii de Folin, 1887
- Eulima kawamurai Habe, 1961
- Eulima koeneni Brusina, 1893
- Eulima kowiensis Turton, 1932
- Eulima kraussi Turton, 1932
- Eulima labiosa G. B. Sowerby I, 1834
- Eulima labrosa Newton, 1891
- Eulima lacca Kuroda & Habe, 1971
- Eulima lactea A. Adams, 1854
- Eulima langleyi G. B. Sowerby III, 1892
- Eulima lapazana (Bartsch, 1917)
- Eulima latipes Watson, 1883
- Eulima laurae Friele, 1886
- Eulima leachi (A. Adams, 1861)
- Eulima legrandi Beddome, 1883
- Eulima leptostoma E. A. Smith, 1910
- Eulima leptozona Dautzenberg & H. Fischer, 1896
- Eulima lesbia (Angas, 1871)
- Eulima lineata Sowerby G.B. II, 1834
- Eulima lodderae (Hedley, 1903)
- Eulima lomana Dall, 1908
- Eulima lowei Vanatta, 1900
- Eulima luchuana Pilsbry, 1901
- Eulima lutea Turton, 1832
- Eulima macandrei Forbes, 1844
- Eulima machaeropsis Dautzenberg & Fischer H., 1896
- Eulima major G. B. Sowerby I, 1834
- Eulima mamilla May, 1915
- Eulima mangonuica Powell, 1940
- Eulima manzoniana Issel, 1869
- Eulima marginata Tenison-Woods, 1879
- Eulima marmorata G. B. Sowerby I, 1834
- Eulima martinii A. Adams in Sowerby, 1854
- Eulima martyni Kobelt, 1903
- Eulima martynjordani Jordan, 1895
- Eulima masseneti de Folin, 1867
- Eulima mayi Tate, 1900
- Eulima melvilli Schepman, 1909
- Eulima micans Carpenter, 1865
- Eulima micans Tenison-Woods, 1876
- Eulima microstoma Brusina, 1869
- Eulima minor (Monterosato, 1875)
- Eulima minuscula Turton, 1932
- Eulima minuta Jeffreys, 1884
- Eulima mioacutissima (Sacco, 1892) †
- Eulima modesta Thiele, 1925
- Eulima modicella A. Adams, 1854
- Eulima monodon Requien, 1848
- Eulima montagueana Iredale, 1914
- Eulima monterosatoi (Monterosato, 1890)
- Eulima mucronata G. B. Sowerby II, 1866
- Eulima muelleriae Sturany, 1903
- Eulima mulata Rios & Absalão, 1990
- Eulima munda Smith, 1899
- Eulima mundula A. Adams, 1861
- Eulima munita (Hedley, 1904)
- Eulima munita Hedley, 1903
- Eulima murrayae Cotton & Godfrey, 1932
- Eulima nana (Jeffreys, 1884)
- Eulima nana Monterosato, 1878
- Eulima natalensis E. A. Smith, 1899
- Eulima neoattenuata Gaglini, 1992
- Eulima newtoni Brusina, 1893
- Eulima nisonida Melvill, 1906
- Eulima nitens Brazier, 1877
- Eulima nitida A. Adams, 1861
- Eulima nitidissima (Montagu, 1803)
- Eulima nitidula A. Adams, 1854
- Eulima nitidula Deshayes, 1850
- Eulima obesula A. Adams, 1854
- Eulima obliqua (Hutton, 1885) †
- Eulima oblonga Boettger, 1893
- Eulima obtusa Jeffreys, 1884
- Eulima obtusa de Folin, 1870
- Eulima odontoidea A. Adams, 1861
- Eulima ogasawarana Pilsbry, 1905
- Eulima oleacea Kurtz & Stimpson, 1851
- Eulima onychina de Folin, 1867
- Eulima opaca G. B. Sowerby II, 1865
- Eulima opalina Monterosato MS, Marshall, 1901
- Eulima opalina de Folin, 1867
- Eulima orthophyes Sturany, 1903
- Eulima orthopleura Tate, 1898
- Eulima otagoensis Powell, 1927
- Eulima oxyacme Suter, 1908
- Eulima oxytata Watson, 1883
- Eulima pachya Dautzenberg & H. Fischer, 1896
- Eulima pachychila Boettger, 1893
- Eulima padangensis (Thiele, 1925)
- Eulima paivensis Watson, 1873
- Eulima pallidula (Jeffreys, 1884)
- Eulima panamensis (Bartsch, 1917)
- Eulima pandata A. Adams, 1861
- Eulima parfaiti de Folin, 1887
- Eulima paria (Bartsch, 1926)
- Eulima parva G. B. Sowerby II, 1866
- Eulima patula Dall & Simpson, 1901
- Eulima paxillus Hedley, 1904
- Eulima peasei Tryon, 1886
- Eulima pelluscens sic
- Eulima peracuta Thiele, 1925
- Eulima perminima Jeffreys, 1883
- Eulima perspicua (W. R. B. Oliver, 1915)
- Eulima perversa Bush, 1909
- Eulima petitiana Brusina, 1869
- Eulima petterdi Beddome, 1883
- Eulima philippi de Rayneval & Ponzi, 1854
- Eulima philippiana Dunker, 1860
- Eulima philippii Weinkauff, 1868
- Eulima picta G. B. Sowerby II, 1866
- Eulima picturata (A. Adams, 1864)
- Eulima pinguicula A. Adams, 1861
- Eulima piperita Hedley, 1909
- Eulima piriformis Brugnone, 1873 †
- Eulima piriformis sensu Monterosato, 1875
- Eulima pisorum Pilsbry, 1917
- Eulima planicincta Cotton & Godfrey, 1932
- Eulima platyacme Sykes, 1903
- Eulima polita (Linnaeus, 1758)
- Eulima polita auct. non Linnaeus, 1758
- Eulima politissima Newton, 1895
- Eulima polygyra A. Adams, 1851
- Eulima porcellana A. Adams, 1854
- Eulima porcellana H. Adams, 1872
- Eulima praecurta Pallary, 1904
- Eulima proca de Folin, 1867
- Eulima producta G. B. Sowerby III, 1894
- Eulima proxima G. B. Sowerby II, 1866
- Eulima pseudoglabra Dautzenberg & Fischer H., 1912
- Eulima psila Watson, 1883
- Eulima pusilla (A. Adams, 1864)
- Eulima pusilla G. B. Sowerby I, 1834
- Eulima pyramidalis A. Adams, 1851
- Eulima quadrasi Boettger, 1893
- Eulima quantilla Turton, 1932
- Eulima randolphi Vanatta, 1900
- Eulima raymondi Rivers, 1904
- Eulima reclinata A. Adams, 1861
- Eulima recta C. B. Adams, 1852
- Eulima rectiuscula Dall, 1890
- Eulima recurva Boettger, 1893
- Eulima retrorsa G. B. Sowerby II, 1865
- Eulima rhaeba Melvill, 1906
- Eulima rhaphium Watson, 1897
- Eulima richardi Dautzenberg & Fischer H., 1896
- Eulima riss Cantraine, 1835
- Eulima robusta A. Adams, 1861
- Eulima roegerae Cotton & Godfrey, 1932
- Eulima rossinsulae Preston, 1916
- Eulima rutila Carpenter, 1864
- Eulima saccata Boettger, 1893
- Eulima salsa (Bartsch, 1926)
- Eulima sandvichensis G.B. Sowerby II, 1865
- Eulima sandwichensis sic
- Eulima sansibarica Thiele, 1925
- Eulima sarissa Watson, 1883
- Eulima sarsi Bush, 1909
- Eulima scalaris Garcia-Talavera, 1975
- Eulima schoutanica May, 1915
- Eulima scitula A. Adams, 1861
- Eulima semitorta A. Adams, 1861
- Eulima shibana Yokoyama, 1927
- Eulima shoplandi Melvill, 1898
- Eulima siberutensis Thiele, 1925
- Eulima similis Newton, 1891
- Eulima similis Thiele, 1925
- Eulima simplex G. B. Sowerby III, 1897
- Eulima solida G. B. Sowerby II, 1865
- Eulima solida Jeffreys, 1884
- Eulima solidula Adams & Reeve, 1850
- Eulima solitaria (C. B. Adams, 1852)
- Eulima solitaria E. A. Smith, 1915
- Eulima sordida Watson, 1897
- Eulima sororcula Newton, 1891
- Eulima spina Boettger, 1893
- Eulima spiridioni Dautzenberg & Fischer H., 1896
- Eulima splendidula G. B. Sowerby I, 1834
- Eulima stalioi Brusina, 1869
- Eulima stalioi Brusina, 1869, sensu Jeffreys, 1884
- Eulima stenostoma A. Adams, 1861
- Eulima stenostoma Jeffreys, 1858
- Eulima strongylostoma Bouchet & Warén, 1986
- Eulima stylata A. Adams, 1861
- Eulima styliferoides Melvill & Standen, 1901
- Eulima subangulata G. B. Sowerby II, 1834
- Eulima subcarinata d'Orbigny, 1841
- Eulima subconica E. A. Smith, 1890
- Eulima subcylindrata Dunker in Weinkauff, 1862
- Eulima sublabrosa Newton, 1891
- Eulima submarginata G. B. Sowerby III, 1901
- Eulima subpellucida Pease, 1865
- Eulima subrostrata G. B. Sowerby II, 1866
- Eulima subtruncata Thiele, 1925
- Eulima subula A. Adams, 1861
- Eulima subula d'Orbigny, 1852
- Eulima subulata (Donovan, 1804)
- Eulima subumbilicata Jeffreys, 1884
- Eulima sumatrensis Thiele, 1925
- Eulima taeniata (A. Adams, 1864)
- Eulima talaena Dautzenberg & Fischer H., 1897
- Eulima tantilla (A. Adams, 1861)
- Eulima teinostoma A. Adams, 1854
- Eulima tenisoni Tryon, 1886
- Eulima thersites Carpenter, 1864
- Eulima tincta Turton, 1932
- Eulima titahica Suter, 1908
- Eulima tokunagai Yokoyama, 1922
- Eulima topaziaca Hedley, 1908
- Eulima tornata (Thiele, 1925)
- Eulima tortuosa Adams & Reeve, 1850
- Eulima townsendi (Bartsch, 1917)
- Eulima translucida E. A. Smith, 1901
- Eulima transluscens (Brusina MS, Monterosato, 1890)
- Eulima treadwelli Hutton, 1885 †
- Eulima trifasciata (J. Adams, 1800)
- Eulima trifasciata auct.
- Eulima triggi Cotton & Godfrey, 1932
- Eulima tristis Thiele, 1925
- Eulima troglodytes Thiele, 1925
- Eulima trunca Watson, 1897
- Eulima truncata Suter, 1908
- Eulima tryoni Tate & May, 1900
- Eulima tulearensis Lamy, 1910
- Eulima tumidula Thiele, 1912
- Eulima turgidula (A. Adams, 1861)
- Eulima turritellata Requien, 1848
- Eulima undulosa de Folin, 1893
- Eulima unidens Requien, 1848
- Eulima unifasciata Forbes, 1844
- Eulima unilineata (Adams & Reeve, 1850)
- Eulima valida A. Adams, 1861
- Eulima varians G. B. Sowerby I, 1834
- Eulima vegrandis R. Murdoch & Suter, 1906
- Eulima venatrix Newton, 1891
- Eulima venusta Pease, 1868
- Eulima verrilliana Bush, 1909
- Eulima victoriae Gatliff & Gabriel, 1914
- Eulima vitrea A. Adams, 1854
- Eulima vitrea Petterd, 1884
- Eulima vitreoelongata Parenzan, 1970
- Eulima waihaoensis R. S. Allan, 1926 †
- Eulima wetherelli Newton, 1891
- Eulima whitechurchi Turton, 1932
- Eulima xiphidiopsis Dautzenberg & Fischer H., 1896

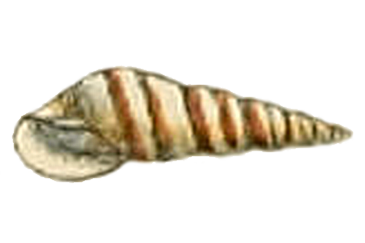
Eulima bilineata
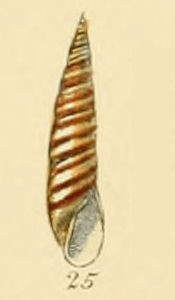
Eulima subulata
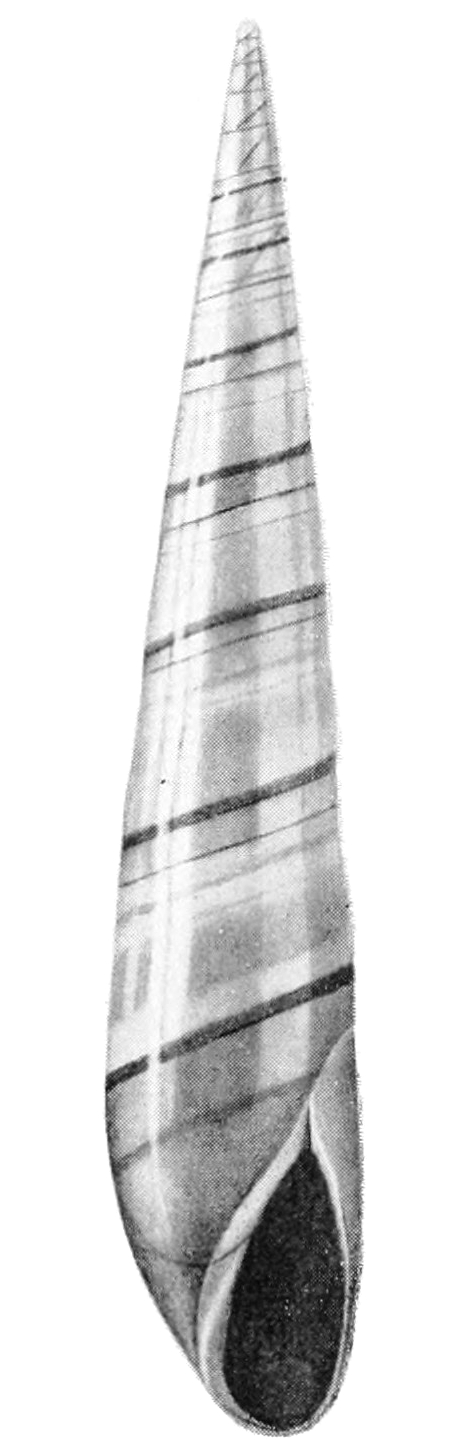
Eulima lapazana